# 市民の勇気・緑の党
市民の勇気・緑の党（しみんのゆうき・みどりのとう、モンゴル語: Иргэний Зориг-Ногоон Нам）は、モンゴル国の政党。

## 概要
2001年、モンゴル民主党からの離党組が市民の勇気党を結成。教育政策を重視し、貧困層への就学援助も行っている。支持者の間では、「嘘を言わない政党」との評判である。知識人指向、親米などの特徴も指摘され、大衆の間ではモンゴル人民革命党と、モンゴル民主党との間に埋没し、認知度が高くない。現議長は、サンジャースレンギーン・ゾリクの妹・サンジャースレンギーン・オユーン。英語の党名は、Civil Will Party。モンゴル語の党名は、「ゾリグ will (意志)」と人名の「ゾリグ」をかけている。
2012年モンゴル緑の党と合併し市民の勇気・緑の党に改称。